# Среднетамбовское
Среднетамбо́вское — село в Комсомольском районе Хабаровского края. Входит в состав Нижнехалбинского сельского поселения. Расположено на левом берегу реки Амур.

## Население
| 1915 | 1926 | 2002 | 2010 | 2011 | 2012 | 2021 |
| ---- | ---- | ---- | ---- | ---- | ---- | ---- |
| 149  | ↗229 | ↘50  | ↘29  | →29  | →29  | ↘19  |